# Риверс (Њу Мексико)
Риверс (енгл. Rivers) насељено је место без административног статуса у америчкој савезној држави Њу Мексико.

## Демографија
По попису из 2010. године број становника је 28.
| Група             | 2000.    | 2010.      |
| Белци             | 0 (0,0%) | 20 (71,4%) |
| Афроамериканци    | 0 (0,0%) | 0 (0,0%)   |
| Азијати           | 0 (0,0%) | 0 (0,0%)   |
| Хиспаноамериканци | 0 (0,0%) | 8 (28,6%)  |
| Укупно            | 0        | 28         |